# Джалалдін-Сквер (Грама Ніладхарі)
Грама Ніладхарі Джалалдін-Сквер (№ P/04) — Грама Ніладхарі підрозділу ОС Потувіл, округ Ампара, Східна провінція, Шрі-Ланка.

## Демографія
| Населення (2007) | Населення (2007) | Населення (2007) | Населення (2007) | Населення (2007) |
| Населення        | Чоловіки         | Жінки            | Діти             | Дорослі          |
| ---------------- | ---------------- | ---------------- | ---------------- | ---------------- |
| 1394             | 733              | 661              | 656              | 738              |